# Стерлінг (Колорадо)
Стерлінг (англ. Sterling) — місто (англ. city) в США, в окрузі Логан штату Колорадо. Населення — 13 735 осіб (2020).

## Географія
Стерлінг розташований за координатами 40°37′15″ пн. ш. 103°11′31″ зх. д. / 40.62083° пн. ш. 103.19194° зх. д. (40.620705, -103.191867).  За даними Бюро перепису населення США в 2010 році місто мало площу 19,71 км², уся площа — суходіл.

### Клімат
| Клімат : Стерлінг     | Клімат : Стерлінг | Клімат : Стерлінг | Клімат : Стерлінг | Клімат : Стерлінг | Клімат : Стерлінг | Клімат : Стерлінг | Клімат : Стерлінг | Клімат : Стерлінг | Клімат : Стерлінг | Клімат : Стерлінг | Клімат : Стерлінг | Клімат : Стерлінг | Клімат : Стерлінг |
| Показник              | Січ.              | Лют.              | Бер.              | Квіт.             | Трав.             | Черв.             | Лип.              | Серп.             | Вер.              | Жовт.             | Лист.             | Груд.             | Рік               |
| Середній максимум, °C | 5,6               | 7,8               | 13,3              | 17,8              | 23,3              | 28,9              | 32,8              | 31,7              | 26,7              | 19,4              | 11,7              | 5,6               | 18,8              |
| Середній мінімум, °C  | −10               | −7,8              | −3,3              | 1,7               | 7,8               | 13,3              | 16,1              | 15,0              | 8,9               | 1,7               | −4,4              | −9,4              | 2,5               |
| Норма опадів, мм      | 8                 | 9                 | 24                | 34                | 59                | 70                | 68                | 48                | 30                | 28                | 14                | 9                 | 399               |
| --------------------- | ----------------- | ----------------- | ----------------- | ----------------- | ----------------- | ----------------- | ----------------- | ----------------- | ----------------- | ----------------- | ----------------- | ----------------- | ----------------- |
| Джерело: Weather.com  |                   |                   |                   |                   |                   |                   |                   |                   |                   |                   |                   |                   |                   |

## Демографія
Згідно з переписом 2010 року, у місті мешкало 14 777 осіб у 4873 домогосподарствах у складі 2706 родин. Густота населення становила 750 осіб/км².  Було 5404 помешкання (274/км²).
Расовий склад населення:
| - 85,0 % — білих - 5,9 % — чорних або афроамериканців - 1,6 % — корінних американців - 0,7 % — азіатів - 0,1 % — вихідців з тихоокеанських островів - 4,9 % — осіб інших рас |

До двох чи більше рас належало 1,7 %. Частка іспаномовних становила 20,9 % від усіх жителів.
За віковим діапазоном населення розподілялося таким чином: 18,2 % — особи молодші 18 років, 68,3 % — особи у віці 18—64 років, 13,5 % — особи у віці 65 років та старші. Медіана віку мешканця становила 35,4 року. На 100 осіб жіночої статі у місті припадало 147,8 чоловіків;  на 100 жінок у віці від 18 років та старших — 158,9 чоловіків також старших 18 років.
Середній дохід на одне домашнє господарство  становив 47 339 доларів США (медіана — 35 732), а середній дохід на одну сім'ю — 56 378 доларів (медіана — 45 018). Медіана доходів становила 39 360 доларів для чоловіків та 31 240 доларів для жінок. За межею бідності перебувало 21,4 % осіб, у тому числі 31,6 % дітей у віці до 18 років та 9,3 % осіб у віці 65 років та старших.
Цивільне працевлаштоване населення становило 6409 осіб. Основні галузі зайнятості: мистецтво, розваги та відпочинок — 18,1 %, освіта, охорона здоров'я та соціальна допомога — 17,7 %, роздрібна торгівля — 15,7 %.